# جبر خارجی
در ریاضیات، جبر خارجی یا جبر گراسمن، به نام هرمان گراسمن، جبری است که از حاصل ضرب خارجی یا حاصل ضرب برداری استفاده می‌کند. در ریاضیات، حاصلضرب خارجی بردارها یک ساختار جبری است که در هندسه برای مطالعه نواحی، حجم‌ها و رویه‌های با ابعاد بالاتر از آن استفاده می‌شود.